# Tepozcotlaloca
Tepozcotlaloca är en ort i Mexiko.   Den ligger i kommunen José Joaquín de Herrera och delstaten Guerrero, i den sydöstra delen av landet, 220 km söder om huvudstaden Mexico City. Tepozcotlaloca ligger 1 515 meter över havet och antalet invånare är 173.
Terrängen runt Tepozcotlaloca är kuperad norrut, men söderut är den bergig. Runt Tepozcotlaloca är det ganska glesbefolkat, med 39 invånare per kvadratkilometer. Närmaste större samhälle är Tomactilicán, 1,4 km öster om Tepozcotlaloca. I omgivningarna runt Tepozcotlaloca växer huvudsakligen savannskog.